# Пастур, Леонид Андреевич
Леонид Андреевич Пастур — советский и украинский математик и физик-теоретик. Академик Национальной академии наук Украины (1990), лауреат Государственной премии УССР в области науки и техники (1985).

## Биография
Родился 21 августа 1937 года в с. Удич Джулинского района Винницкой области.
В 1961 г. он окончил инженерно-физический факультет Харьковского политехнического института и с тех пор работает в Физико-техническом институте низких температур им. Б. И. Веркина НАН Украины в Харькове.
Широкий спектр научных интересов, глубина понимания проблем и неиссякаемая энергия присущи Леониду Андреевичу в течение многих лет. Его научные интересы охватывают широкий круг вопросов современной математики, математической физики и теоретической физики.
Л. А. Пастур является одним из основателей спектральной теории случайных и почти периодических операторов — раздела математики и математической физики, который интенсивно развивается во всем мире и находит широкое применение. Его идеи и открытия в этой области стали уже классическими  и широко применяются в многочисленных исследованиях в нашей стране и за рубежом. Они изложены в монографии «Spectra of Random and Almost Periodic Operators», и, в значительной мере, стали основой современной теории.
Научному стилю ученого присуще органическое сочетание как математического, так и теорфизического подхода к исследованию проблем. Так, прогресс в осмыслении и теоретическом описании неупорядоченных систем (в частности, в теории элементарных возбуждений и фазовых переходов) был достигнут благодаря трудам Л. А. Пастура. Стоит назвать его фундаментальные результаты в таких областях науки, как самоусреднение основных физических величин, свойства спектра и плотности веществ, а также обоснование полной локализации в неупорядоченных одномерных и некоторых несоизмеримых системах, исследования по распространению волн и частиц в неупорядоченных средах. Монография «Введение в теорию неупорядоченных систем», которая была написана Пастуром в соавторстве с И. М. Лифшицем и С. А. Гредескулом, стала неотъемлемой составляющей образования современного физика-теоретика, а ее авторам была присуждена Государственная премия УССР в области науки и техники 1985 года.

## Научные результаты
Среди известных результатов Леонида Андреевича следует также отметить уравнение для плотности состояний и детальное изучение свойств универсальности локальных статистик энергетических уровней и ряд результатов из теории неупорядоченных магнетиков. За цикл работ по теории поля и теории неупорядоченных систем Л. А. Пастуру была присуждена академическая премия им. М. М. Боголюбова.
В течение многих лет ученый ведет активную научно-организаторскую и педагогическую деятельность. Много сил и энергии вложил Л. А. Пастур в развитие Физико-технического института низких температур им. Б. И. Веркина, работая на должностях заместителя директора по научной работе и руководителя математического отделения института и возглавляя математические и физические отделы. В 2003 - 2017 гг. он был заведующим отделом теоретической физики ФТИНТа. С 2017 - главный научный сотрудник ФТИНТ.  Главный редактор «Журнала математической физики, анализа, геометрии».
Леонид Андреевич активно сотрудничает с международным научным сообществом: он является членом редакционных коллегий «Украинского математического журнала», научного журнала «Физика низких температур», многократно принимал участие в национальных и международных комитетах и комиссиях, был председателем Фонда фундаментальных исследований Украины и членом Исполнительного комитета Международной ассоциации математической физики.
Органичным продолжением научной деятельности Л. А. Пастура является работа с молодым поколением ученых как в Харьковском университете, так и в высших учебных заведениях Франции, Великобритании, Японии и других стран.

## Источник
- Пастур, Леонид Андреевич